# Agreste de Stauder
Pour les articles homonymes, voir Agreste (homonymie).
Hipparchia pellucida
Espèce
L’Agreste de Stauder  (Hipparchia pellucida) est une espèce de lépidoptères de la sous-famille des Satyrinae (famille des Nymphalidae).

## Dénomination
Il a été nommé Hipparchia  pellucida en 1924 par l'entomologiste Hermann Stauder (d) (1877-1937).
Synonymes :Hipparchia semele pellucida .
Pour certains c'est Hipparchia semelle pellucida, une sous-espèce d' Hipparchia semele.

### Sous-espèces
Hipparchia pellucida turkmenica (Heydemann, 1942).

### Noms vernaculaires
L'Agreste de Stauder a été nommé en l'honneur de Stauder. Il se nomme Cyprus Grayling en anglais et Ιππάρχια της Ικαρίας en grec,.

## Description
L'Agreste  de Stauder est de couleur marron avec des taches jaune orangé disposées en bande submarginale plus marquée chez la femelle, plus discrète chez le mâle, avec en bordure une frange entrecoupée et deux ocelles noirs pupillés de blanc aux antérieures et un très petit en position anale aux postérieures. 
Le revers des antérieures est jaune orangé avec une bande jaune plus clair qui porte deux ocelles noirs et une bordure marbrée de marron et de blanc alors que les postérieures sont entièrement marbrées de marron et de blanc.

## Biologie

### Période de vol et hivernation
L'Agreste  de Stauder vole en une génération de mai à juillet.

### Plantes hôtes
Ses plantes hôtes sont diverses des Gramineae.

## Écologie et distribution
L'Agreste de Stauder est présent dans les îles Égéennes grecques, à Chypre et en Turquie, Syrie, Irak, Iran et jusqu'au Kurdistan,.

### Biotope
Il réside sur des escarpements rocheux.